# Dourbie
La Dourbie è un fiume francese, affluente del Tarn, dunque un subaffluente della Garonna.

## Geografia
Fiume del Massiccio centrale in Francia, di 71,9 chilometri di lunghezza, nasce nel massiccio del Lingas a sud del Monte Aigoual, nel territorio comunale di Arphy (Gard), a 1301 metri d'altitudine, tra i due colli di Montals e di Giralenque. La sorgente è vicino alla strada dipartimentale D548 e ai tre sentieri della grande randonnée seguenti: il GR 60, il GR7 e il GR dei paesi Tour du Viganais.
Essa scorre globalmente da est verso ovest, poi fiancheggia il causse del Larzac (a sudovest), che essa separa dal Causse Noir (a nordest).
La Dourbie confluisce alla riva sinistra nel Tarn a Millau (Aveyron), a 357 metri d'altitudine.

### Le gole della Dourbie

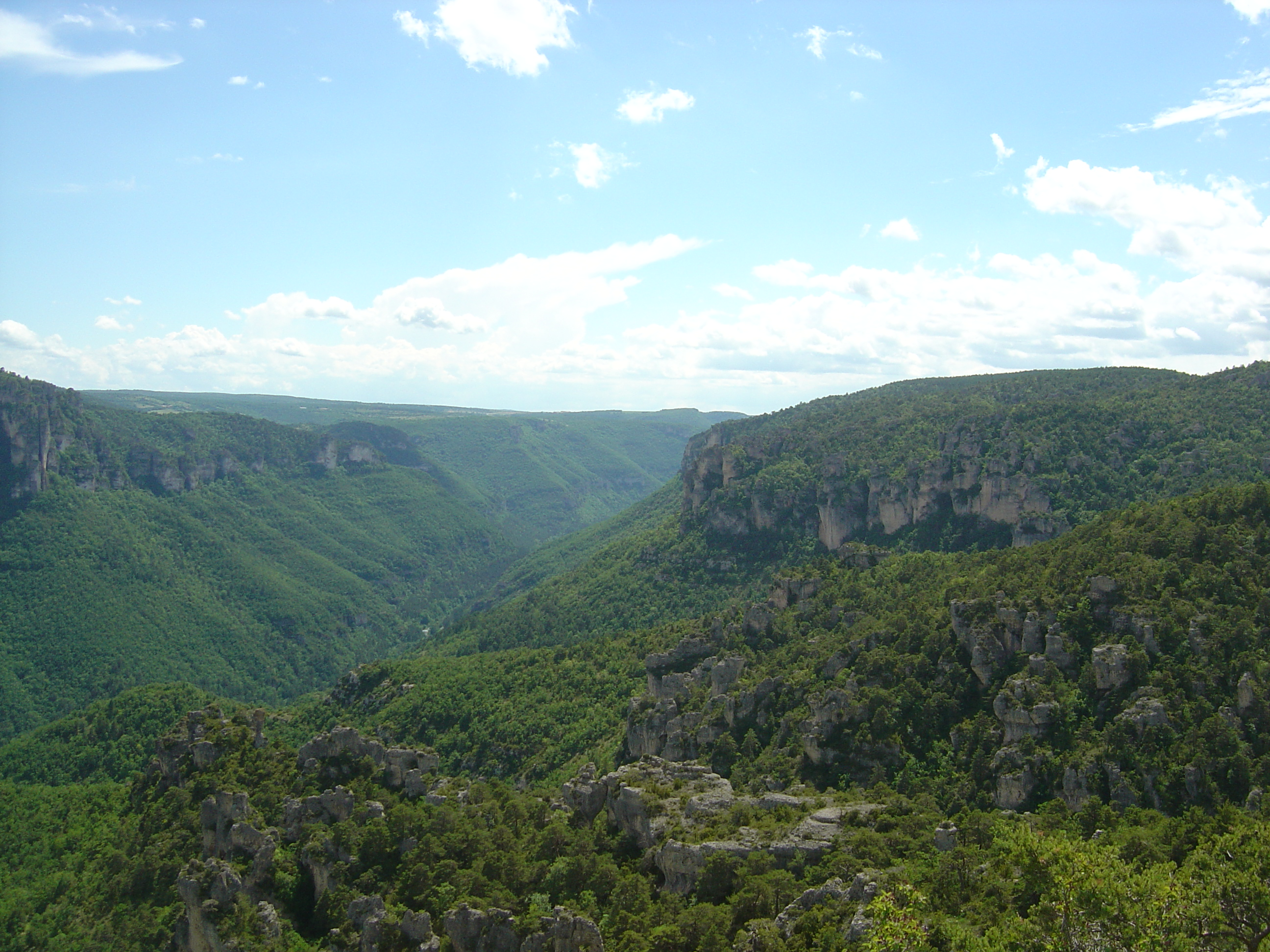
Gole della Dourbie viste dal belvedere del Chaos de Montpellier-le-Vieux.

Le gole della Dourbie si trovano in maggior parte nel dipartimento dell'Aveyron, ma una piccola parte si trova nel dipartimento del Gard. È ai piedi del villaggio di Dourbies che il fiume s'incassa in una sfilata di pendii molto boscosi. Questo percorso pittoresco si attenua allorché la Dourbie si avvicina al villaggio di Saint-Jean-du-Bruel (dipartimento dell'Aveyron). Dopo Nant, il fiume effettua un nuovo passaggio nel calcare, separando così la Causse Noir e gli accessi del Causse du Larzac, e ciò fino a Millau, ove il fiume raggiunge il Tarn. Questa parte delle gole della Dourbie (talvolta chiamate canyon) ne è il punto più turistico grazie a delle località molto rinomate localmente come i villaggi appollaiati di Cantobre e di Saint-Véran, l'antico moulin de Corp e la sua risorgiva carsica, senza dimenticare la vicina località di Montpellier-le-Vieux, al di sopra del villaggio di La Roque-Sainte-Marguerite.

### Comuni e cantoni attraversati
Nei due dipartimenti dell'Aveyron e del Gard, la Dourbie attraversa dieci comuni e cinque cantoni:
- da monte verso valle:
  - Gard: Arphy (sorgente), Bréau-et-Salagosse, Dourbies, Trèves, Revens.
  - Aveyron: Saint-Jean-du-Bruel, Nant, Saint-André-de-Vézines, La Roque-Sainte-Marguerite, Millau (confluenza).

In termini di cantoni, la Dourbie nasce nel cantone di Le Vigan, attraversa i cantoni di Tréves, Nant, Peyreleau, confluisce nel cantone di Millau-Est, il tutto negli arrondissement del Vigan e di Millau.

### Bacino idrografico
La Dourbie attraversa nove zone idrografiche: la Dourbie dalla confluenza del Brevinque a quella del Trèvezel, la Dourbie dalla confluenza delle Crozes alla confluenza del Brevinque (inclusa), la Dourbie dalla confluenza del Valat delle Gardies a quella delle Crozes (inclusa), la Dourbie dalla confluenza del Trèvezel a quella della Garène, la Dourbie dalla confluenza del [toponimo ignoto] alla confluenza del Tarn, la Dourbie dalla confluenza della Garène alla confluenza del [toponimo ignoto] (inclusa), la Garène, il Trèvezel dalla confluenza del Bonheur a quella della Dourbie, la Dourbie dalla sua sorgente alla confluenza del Valat delle Gardies (inclusa), per una superficie di 568 km².
Questo bacino idrografico è costituito per l'82,72% da foreste e ambienti semi-naturali, per il 16,82% da territori agricoli, per lo 0,45% da territori artificializzati. Il bacino idrografico vicino a nordest è quello dell'Hérault.

### Organismo gestionale
L'organismo gestionale è il sindacato misto del bacino idrografico della Dourbie con sede nel municipio di Nant.

## Affluenti
(rd= alla riva destra; rs=alla riva sinistra)
La Dourbie ha settantun affluenti ufficiali tra i quali:
- il torrente di Pueylong, 7,7 km;
- il Crouzoulous (rs), 8,9 km sui tre comuni di Aumessas (sorgente), Dourbies e Trèves (confluenza) con quattro affluenti;
- il Valat delle Gardies (rs);
- il Valat di Prunaret (rs);
- il Valat di Duzas (rs);
- il torrente delle Crozes (rs);
- il torrente del Viala (rs);
- il torrente del Bruel (rs);
- il torrente di Saint-Glève (rd);
- il Roubieu (rs), 6,5 km;
- il torrente di Brevinque (rs);
- il torrente del Lingas (rs), 6,5 km;
- il Durzon (rs), 7,1 km;
- il Trèvezel (rd), 29,6 km dal numero di Strahler pari a tre;
- il torrente di Garène (rd) 17,4 km;
- il vallone dei Rajals (rd).

### Numero di Strahler
Il suo numero di Strahler è quattro.